# لورينزو إينسيني
لورينزو إنسيني (بالإيطالية: Lorenzo Insigne)‏، من مواليد 4 يوليو 1991 في نابولي، إيطاليا. هو لاعب كرة قدم إيطالي، يلعب في مركز الجناح الأيسر مع نادي تورونتو منذ عام 2022.
شارك في جميع المراحل السنية في المنتخب الإيطالي، ولعب مع منتخب إيطاليا تحت 20 سنة، لكنه استدعي لأول مشاركة دولية مع المنتخب الإيطالي في 14 أغسطس 2013، أمام المنتخب الأرجنتيني و انتهت بهزيمة منتخب إيطاليا بهدفين مقابل هدف.

## روابط خارجية
- لورينزو إينسيني على موقع الاتحاد الدولي (مؤرشف)  (الإنجليزية)
- لورينزو إينسيني على موقع الاتحاد الأوربي (الإنجليزية)
- لورينزو إينسيني على موقع الدوري الأمريكي (الإنجليزية)
- لورينزو إينسيني على موقع إي إس بي إن إف سي (الإنجليزية)
- لورينزو إينسيني على موقع قاعدة بيانات كرة القدم.إي يو (الإنجليزية)
- لورينزو إينسيني على موقع بيانات كرة القدم. دي إي (الألمانية)
- لورينزو إينسيني على موقع ليكيب (الفرنسية)
- لورينزو إينسيني على موقع ناشيونال فوتبول تيمز (الإنجليزية)
- لورينزو إينسيني على موقع Soccerbase.com (لاعب) (الإنجليزية)
- لورينزو إينسيني على موقع Soccerway.com (الإنجليزية)